# Misterium męki Pańskiej w Górze Kalwarii

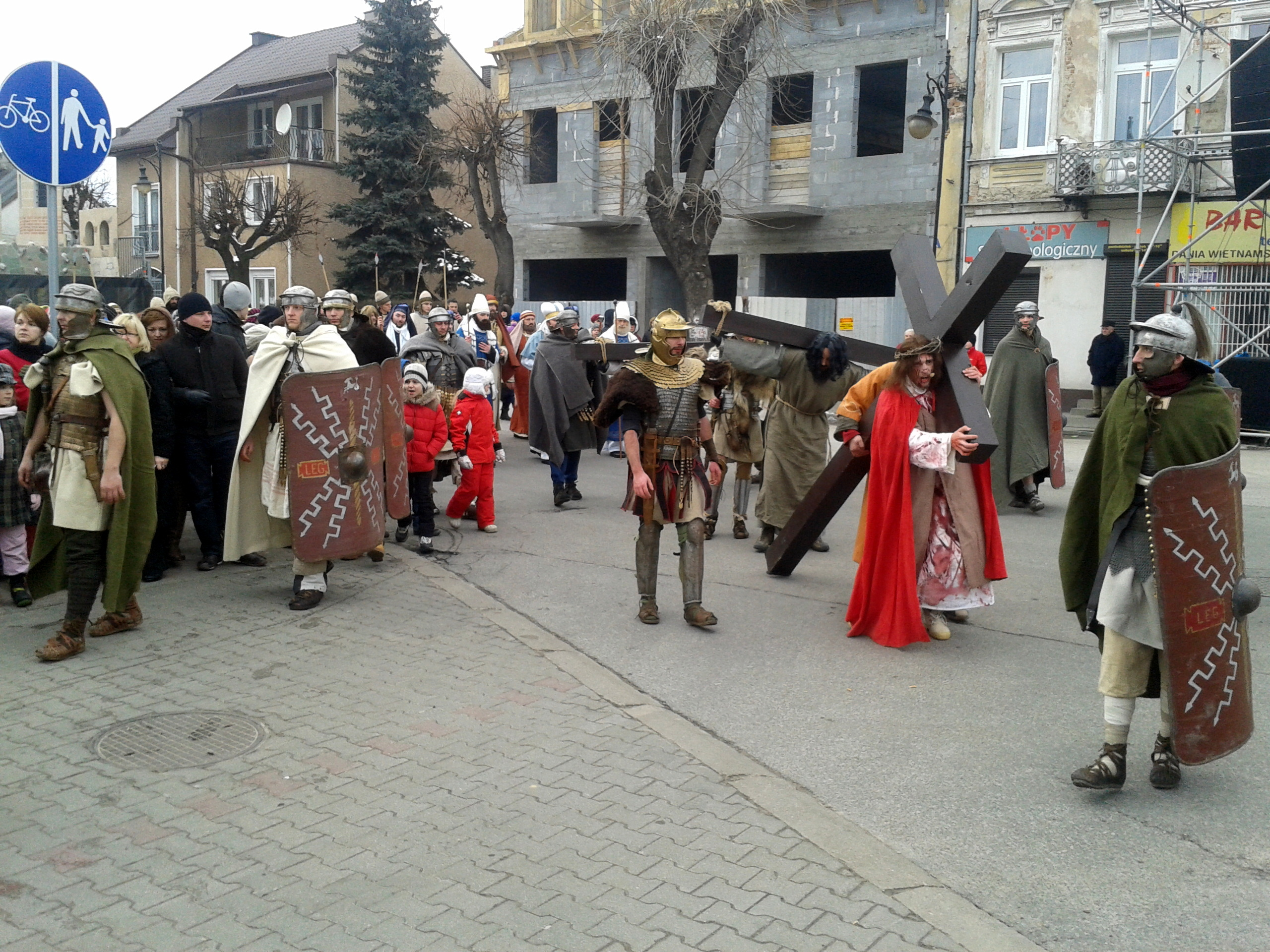
Misterium męki Pańskiej w Górze Kalwarii 2013, Jezus idzie z krzyżem

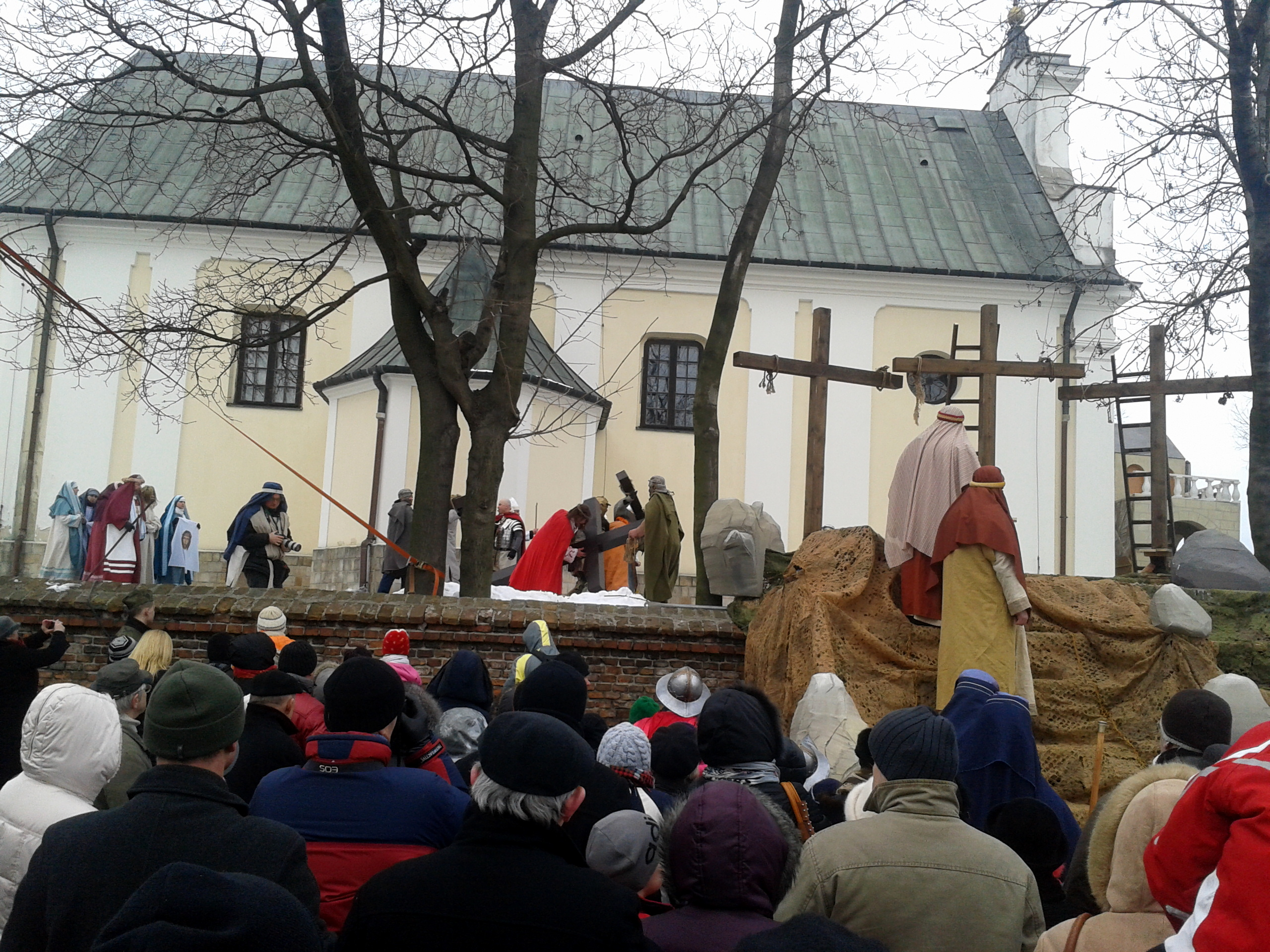
Misterium męki Pańskiej w Górze Kalwarii, 2013. Sceny końcowe

Misterium męki Pańskiej w Górze Kalwarii – przedstawienie religijne, odbywające się corocznie w Niedzielę Palmową na placu przed ratuszem miejskim w tym mieście. W 2014 roku zostało pokazane w całkiem nowej odsłonie, w kościele parafialnym.

## Historia
Misterium nawiązuje do widowisk pasyjnych z XVII i XVIII w., z których słynęła dawna Góra Kalwaria zwana ówcześnie Nową Jerozolimą. Widowiska te zanikły w okresie zaborów.
Po dwustuletniej przerwie z inicjatywy ks. Wojciecha Skóry MIC mieszkańcy miasta zorganizowali na nowo widowiska pasyjne. Pierwsze z nich odbyło się 28 marca 2010 r. Obejrzało je ponad pięć tysięcy ludzi.
Obecnie Misterium organizuje Bractwo Misterium Męki Pańskiej w Górze Kalwarii powstałe w trakcie realizacji pierwszego przedstawienia. Tekst misterium oraz pieśni, które są wykonywane podczas widowiska, napisał Jacek Kowalski. Każdorazowo w przedstawienie angażuje się ponad setka mieszkańców Góry Kalwarii i okolic.

## Przebieg
Misterium w Górze Kalwarii jest podzielone na dwa plany: scenę historyczną i pasyjną. W pierwszej odbywa się scena odczytania i wręczenia Piłatowi przez burmistrza miasta wyroku skazującego Jezusa. Występują w niej współcześni radni miejscy – w siedemnastowiecznych strojach. Rekonstrukcja ta sięga do najbardziej oryginalnej tradycji Nowej Jerozolimy-Góry Kalwarii, nieznanej w innych polskich inscenizacjach misteryjnych. W czasach świetności górskiego sanktuarium pachołek miejski w każdy Wielki Piątek odczytywał Dekret Piłata skazujący Jezusa na śmierć, a następnie dekret ów wpisywano do ksiąg miejskich. Do naszych czasów zachował się tylko jeden odpis takiego dokumentu, z 1761 roku, który jest wykorzystany we współczesnej inscenizacji.